# 馬耳他鎮區 (明尼蘇達州大石湖縣)
馬耳他鎮區（英語：Malta Township）是位於美國明尼蘇達州大石湖縣的一個行政鎮區。

## 地方資料
馬耳他鎮區的面積為96.20平方千米，當中陸地面積為94.00平方千米，而水域面積為2.20平方千米。根據2020年美國人口普查的數據，當地共有人口82人，而人口密度為每平方千米0.85人。